# Emil Smedius
Per Emil Alfred Smedius, född 25 juli 1993 i Stockholm, är en svensk röstskådespelare. Han är son till artisten och röstskådespelaren Annica Smedius och skådespelaren Per Sandborgh, samt bror till Matilda Smedius och sonson till läkaren Lars Sandborgh.

## Filmografi (i urval)
Källor: 

- 2001 – Den lilla isbjörnen
- 2003 – Fullt hus
- 2003 – Peter Pan
- 2003 – Jesus och Josefine (TV-serie)
- 2004 – Katten
- 2004 – Det levande slottet
- 2004 – Fullt hus igen
- 2004 – Kogänget
- 2004 – Harry Potter och fången från Azkaban
- 2005 – Zuper Zebran
- 2005 – Robotar
- 2005 – Kalle och chokladfabriken
- 2005 – På äventyr med Sharkboy och Lavagirl
- 2006 – Ice Age 2
- 2006 – Jack Frost
- 2006 – Min vän Charlotte
- 2006–2007 – Elias – den lilla räddningsbåten (TV-serie)
- 2006 – Myrmobbaren
- 2006 – Nicke Nyfiken
- 2006 – Zoé Kézako (TV-serie)
- 2006 – Ersättarna (TV-serie)
- 2009 – Aaron Stone (TV-serie)
- 2009 – Zeke och Luther (TV-serie)
- 2009–2010 – M.I. High (TV-serie)
- 2010–2012 – Par i kungar (TV-serie)
- 2012 – Ultimate Spider-Man (TV-serie)
- 2013–2014 – Steven Universe (TV-serie)
- 2015 – Svampbob Fyrkant: Äventyr på torra land
- 2022 – Mästerkatten 2